# Broadway Calls (album)
Broadway Calls is het debuutalbum van de Amerikaanse punkband Broadway Calls. Het is opgenomen bij Nu Tone Studios in Pittsburg, Californië en geproduceerd door Willie Samuels. Het album is oorspronkelijk in 2007 uitgegeven door Smallman Records, maar werd later opnieuw uitgegeven door Adeline Records. Het album bevat twee singles; "Call It Off" en "Back To Oregon". Voor beide nummers zijn videoclips gemaakt.

## Nummers
1. "Call It Off" - 3:11
2. "Bad Intentions" - 2:39
3. "Back To Oregon" - 3:55
4. "Suffer The Kids" - 2:12
5. "Van Rides & High Tides" - 3:11
6. "Escape From Capitol Hill" - 1:55
7. "Three Weeks" - 3:31
8. "Daniel, My Brother" - 3:09
9. "Save Our Ship" - 2:18
10. "A Rush And A Push And The Land Is Ours" (cover van The Smiths) - 2:42
11. "Life Is In The Air" - 2:17
12. "Classless Reunion" - 4:24
13. "Meet Me At Washington Park" - 1:25
14. "So Long My Friend" - 3:26